# Matériau traité au liant hydraulique
Pour les articles homonymes, voir matériau (homonymie).
Les mélanges traités aux liants hydrauliques, selon la terminologie européenne, ou matériaux traités aux liants hydrauliques, selon la terminologie française, sont utilisés pour la construction et l’entretien des couches de chaussées des routes, des aérodromes et d’autres aires de trafic. Ils sont constitués d’un mélange de granulats et de liant hydraulique.

## Constituants et composition
Les matériaux traités sont composés d'un mélange de granulats et d’un ou de plusieurs liants hydrauliques.

### Granulats
Les granulats sont constitués de particules solides du mélange :
- de volume différent, par exemple sable et gravillons,
- d’origine différente comme :
  - alluvionnaires, roche massive concassée,
  - sous-produits industriels (laitier de haut fourneau),
  - déchets (mâchefers d’incinération de déchets non- dangereux, matériaux de déconstruction, sables de fonderie, ...).

### Mélanges obtenus
En France, les mélanges obtenus sont classés selon leur résistance à la traction et leur module de Young. Pour cela, il est nécessaire de référer à l'abaque correspondant dans la norme européenne adaptée selon le type de liant. D'autres classifications selon l'indice portant CBR et la résistance à la compression sont possibles mais pas retenus en France.
Le sable traité au ciment n’est normalement utilisé que dans les couches de fondation.

## Matériaux traités classiques
| Ancienne appellation en France              | Appellation dans la norme NF EN               | Référence de la norme NF EN                    |
| ------------------------------------------- | --------------------------------------------- | ---------------------------------------------- |
| Grave-ciment (GC)                           | Mélange granulaire traité au ciment           | NF EN 14227-1                                  |
| Grave-laitier (GL)                          | Mélange traité au laitier B2                  | NF EN 14227-2                                  |
| Grave-cendre volante-chaux (GCV)            | Mélange traité à la cendre volante 2          | NF EN 14227-3 et NF EN 14227-3, 7              |
| Grave-cendre volante hydraulique (GCVH)     | Mélange traité à la cendre volante 2          | NF EN 14227-3                                  |
| Grave-liant hydraulique routier (GLHR)      | Mélange traité au liant hydraulique routier 2 | NF EN 14227-5 § 6.7                            |
| Grave-laitier-cendre volante volante (GLCV) | Mélange traité à la cendre et au laitier 2    | NF EN 14227-3 § 6.3.1 ou NF EN 14227-2 § 6.3.3 |
| Sable-ciment (SC)                           | Mélange granulaire traité au ciment           | NF EN 14227-1                                  |
| Sable-laitier (SL)                          | Mélange traité au laitier B3                  | NF EN 14227-2                                  |
| Sable-cendre volante(SCV)                   | Mélange traité à la cendre volante            | NF EN 14227-3                                  |
| Sable-liant hydraulique routier (SLHR)      | Mélange traité au liant hydraulique routier   | NF EN 14227-5                                  |
| Cendre volante chaux gypse (CVCG)           | Mélange traité à la cendre volante 5          | NF EN 14227-3                                  |

## Matériaux traités innovants
Trois techniques récentes de matériaux hydrauliques peuvent être citées
- les bétons de fraisats, dans lesquels une partie du squelette granulaire est constituée de matériaux bitumineux recyclés. Ces matériaux sont classés comme les autres MTLH mais leur comportement à la fatigue est significativement meilleur ;
- les matériaux autocompactants essorables de structure (MACES), sorte de bétons fluides et très maigres qui présentent à l'état durci des propriétés mécaniques proches de celles des graves traitées aux liants hydrauliques ;
- la moquette de béton à hautes performances (BHP), nouvelle déclinaison du béton armé continu (BAC) à l'ère du développement durable.